# دراسات أحرار الجنس
دراسات أحرار الجنس (بالإنجليزية: Queer studies)‏ أو دراسات التنوع الجنسي هي دراسة القضايا المتعلقة بالتوجه الجنسي والهوية الجندرية مع التركيز عادة على الثقافات والأشخاص المثليين والمثليات ومزدوجي التوجه الجنسي والمتحولين جنسياً وأحرار الجنس وثنائيي الجنس.
ترّكز هذا المجال في البداية على تاريخ المثليين والنظرية الأدبية وتوسع فيما بعد ليشمل الدراسة الأكاديمية للقضايا التي جرى طرحها في علم الأحياء وعلم الاجتماع والأنثروبولوجيا وتاريخ العلوم والفلسفة وعلم النفس وعلم الجنس والعلوم السياسية والأخلاقيات وغيرها من المجالات من خلال فحص هوية وحياة وتاريخ وتصور الأشخاص أحرار الجنس.

## التاريخ
تعود دراسات المثليات والمثليين لسبعينيات القرن العشرين مع نشر عدة أعمال مؤثرة للتاريخ المثلي. استوحيت من الدراسات الأثنية ودراسات المرأة وفروع أكاديمية أخرى مشابهة اعتمدت على الهوية والتي تأثرت بالنظرية النقدية لمدرسة فرانكفورت. وقد كان التأكيد الابتدائي يهدف إلى «كشف التاريخ المكبوت لحياة المثلي والمثلية». كما شقت دراسات أحرار الجنس طريقها إلى فروع الأداب حيث كان التأكيد على النظرية الأدبية. تطورت نظرية أحرار الجنس بعد ذلك متحديةً التصانيف «المبنية اجتماعياً» للهوية الجنسية.
تم تعليم أول دورة حول دراسات المثليين والمثليات ومزدوجي التوجه والمتحولين جنسياً وأحرار الجنس في جامعة كاليفورنيا باركلي في ربيع عام 1970. وتبعته دورات مماثلة في خريف عام 1970 في جامعة جنوب إلينوي إدواردسفيل وفي جامعة نبراسكا–لينكون.
وفقاً لجامعة هارفورد كانت جامعة مدينة نيويورك أول من يبدأ برنامجاً جامعياً في دراسات المثليين والمثليات عام 1986. تزعم كلية مدينة سان فرانسيسكو بأنها «أول قسم لدراسات أحرار الجنس في الولايات المتحدة»، بعد ما عمل الأستاذ الإنجليزي دان ألين على تطوير أول دورات الأدب المثلي في الولايات المتحدة عام 1972، وقد أسست هذه الكلية ما تطلق عليه «أول قسم لدراسات المثليين والمثليات في الولايات المتحدة» عام 1989. كان رئيس القسم آنذاك جوناثن ديفيد كاتز أول عضو هيئة تدريس دائم لدراسات أحرار الجنس في البلاد. كانت كليات هوبارت ووليام سميث في ولاية نيويورك العليا من بين أوائل من يعرض اختصاص كامل في دراسات المثليين والمثليات ومزدوجي التوجه والمتحولين جنسياً وأحرار الجنس في أواخر تسعينيات القرن العشرين.
جعل المؤرخان جون بوسويل ومارتن دوبرمان جامعة ييل مركزاً ملحوظاً لدراسات المثليات والمثليين في أواخر ثمانينيات وبداية تسعينيات القرن العشرين. فقام كل منهما بنشر عدة كتب حول تاريخ المثليين. كما قام بوسويل بعقد ثلاثة مؤتمرات كل عامان حول الموضوع في جامعة ييل، وسعى دوبرمان لتأسيس مركز لدراسات المثليات والمثليين في الجامعة عام 1985. إلّا أن بوسويل توفي عام 1994، وكان دوبرمان قد غادر جامعة ييل ليذهب إلى جامعة مدينة نيويورك عام 1991 واستطاع أن يؤسس مركزها لدراسات المثليين والمثليات.
 

## لمحة عامة
بدأ عدد متزايد من الكليات بتقديم برامج أكاديمية متعلقة بالجنس والنشاط الجنسي والتوجه الجنسي بالرغم من كونه اختصاص جديد. ويوجد حالياً أكثر من 40 برنامج يمنح شهادات ودرجات مع وجود ما لا يقل عن خمسة معاهد في الولايات المتحدة تقدم تخصصاً جامعياً. كما يتم تقديم دورات مماثلة بشكل متزايد في دول أخرى غير الولايات المتحدة. كانت أكثر البرامج ضخامة بحلول عام 2003 في جامعات وكليات منها كلية مدينة سان فرانسيسكو وجامعة مدينة نيويورك وجامعة كاليفورنيا بيركلي وجامعة شيكاغو وجامعة نيويورك. الكليات الأخرى التي توفر درجة في موضوع تشمل كليات هوبارت وويليام سميث وجامعة ييل وجامعة كاليفورنيا في لوس أنجلوس وكلية سارة لورانس وجامعة ميريلاند وجامعة دي بول وجامعة سانت أندروز وجامعة ولاية كاليفورنيا في فوليرتون وجامعة ولاية كاليفورنيا في نورثبريدج وجامعة ولاية بورتلاند وجامعة تورونتو. توفر بعض الكليات دراسات أحرار الجنس كاختصاص ثاني يترافق مع الاختصاص الأساسي مثل جامعة ولاية أوريغون وجامعة سيراكيوز وكلية ميلز وجامعة لويزيانا في لافاييت وجامعة لويفيل وجامعة شمال تكساس وجامعة ولاية غراند فالي ومنها من يمنح شهادات مثل اتحاد الكليات الخمسة في غرب ماساشوستس.

## في الجامعات غير الأمريكية

### أستراليا
قام الباحثان روفي ووالينغ عام 2016 بإجراء دراسة حول خطاب الكراهية والعنف ضد الأشخاص المنتميين للأقليات الجنسية في ملبورن.
وقد وجدت الدراسة بأن جميع من شاركوا كانوا قد تعرضوا لنوع من التنمر. معظم ذلك كانت حوادث صغيرة غير متعمدة بسبب سوء فهم حاصل أو افتراضات خاطئة.

### البرازيل
تم استضافة «الكونغرس الدولي الثامن لدراسات التنوع الجنسي والجندر» في الجامعة الاتحادية في جويز دي فورا.

### الصين
افتتحت جامعة فودان الواقعة في شانغهاي أول دورة تعليمية حول المثلية الجنسية والوقاية من متلازمة العوز المناعي المكتسب (الإيدز) في البلاد عام 2003 بعنوان ”العلوم الاجتماعية للصحة المثلية“. وقد تم إجراء استطلاعات للحاضرين لهذه الدورة وأجاب العديد بأن الدورة ساعدتهم على فهم وجهة النظر المثلية أكثر. وقد جرى تطوير هذه الدورة لتكون متداخلة الاختصاصات مغطية لفروع العلوم الاجتماعية والإنسانيات والصحة العامة. وتم خلال الدورة طرح ونقاش مواضيع مثل ”نظريات المثلية والواقع الصيني“ والثقافات الفرعية للمثلية وغيرها من المواضيع. بالإضافة لقراءة الأدب المتضمن لمواضيع وشخصيات مثلية، كما شمل على زيارات ميدانية لإحدى حانات المثليين.